# 東彼杵町営バス
東彼杵町営バス（ひがしそのぎちょうえいバス, Higashisonogi Town Bus）は長崎県東彼杵郡東彼杵町が運行するコミュニティバスである。西肥バスの路線撤退に伴い、廃止代替バスとして運行を始めた。大村市、東彼杵郡川棚町にも乗り入れている。

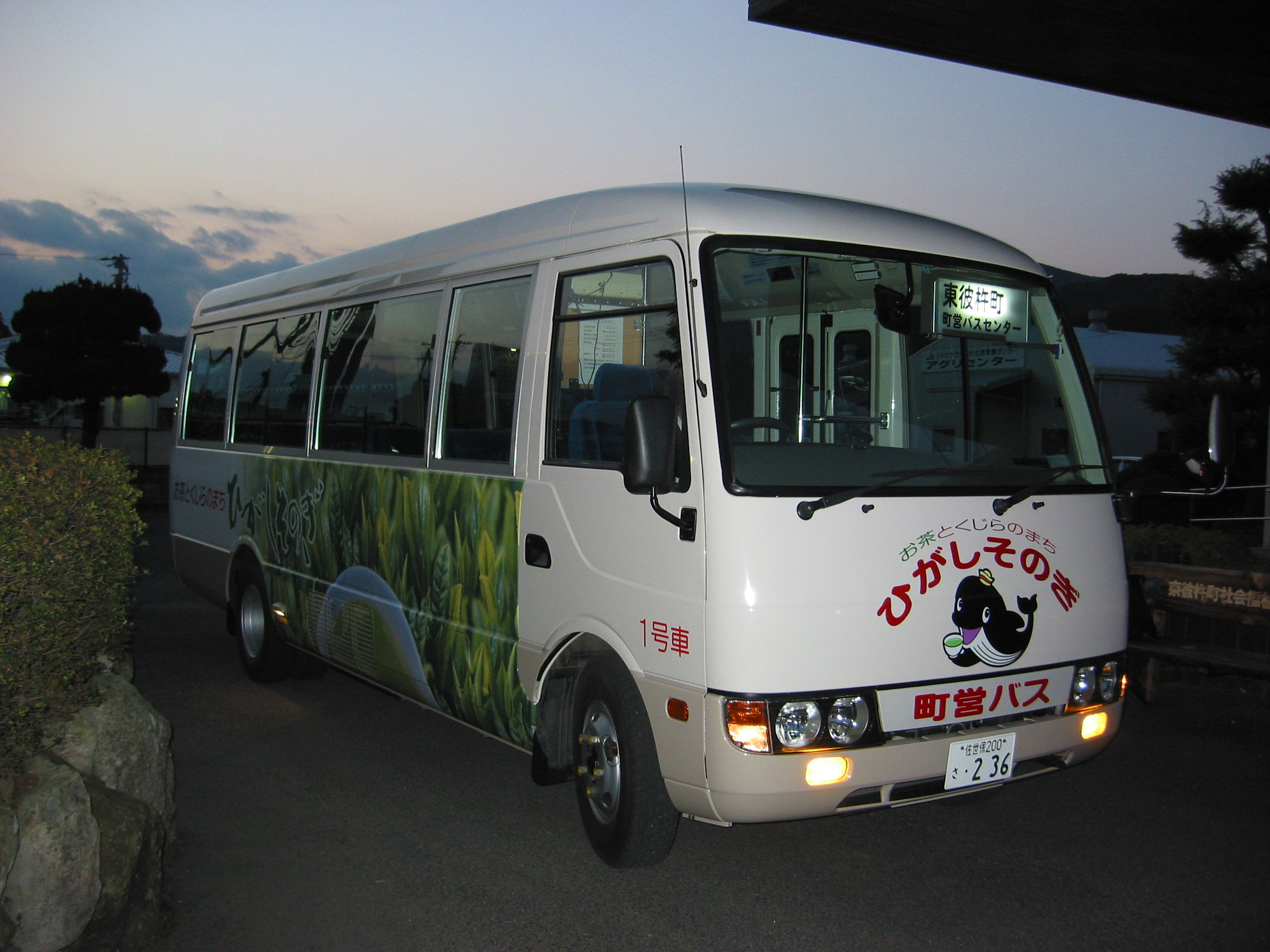
車両（千綿線・彼杵線）

## 沿革
- 2004年（平成16年）4月1日 - 千綿線（ちわた）、彼杵線（そのぎ）、大野原高原線（おおのばるこうげん）の3路線で運行を開始。
- 2009年（平成21年）4月1日 - 東部循環線の運行を開始[1]。
- 2011年（平成23年）4月1日 - 東部循環線の一部に川内地区迂回路線を追加し、運行を開始[2]。

## 担当窓口
- 東彼杵町役場
  - 総務課企画係
    - 業務内容
      - 町営バス事業に関する問い合わせ先。
      - 回数券・定期券の販売。
      - バス使用料の減免手続き等[3]。

## マスコットキャラクター
- 緑茶を持った鯨
  - 東彼杵町が茶（そのぎ茶）の名産地であり、歴史的に捕鯨、および鯨肉の商売で有名な町であったことから。

## 町営バスセンター
- 所在地 - 長崎県東彼杵郡東彼杵町彼杵宿郷483番地[4]
  - 地図を表示
  - 東彼杵町教育委員会教育センター分室・町立図書館（旧 東彼杵町中央公民館）の前になる。

## 車体
- マイクロバスを使用。
- 両替機はない。

## 運行日
- 1月4日～12月28日までの月曜日～土曜日
  - 12月29日～1月3日までは年末・年始で運休。
  - 祝祭日は運休。
  - 日曜日は運休。

## 路線
- 以下4路線を運行している。

1. 千綿線

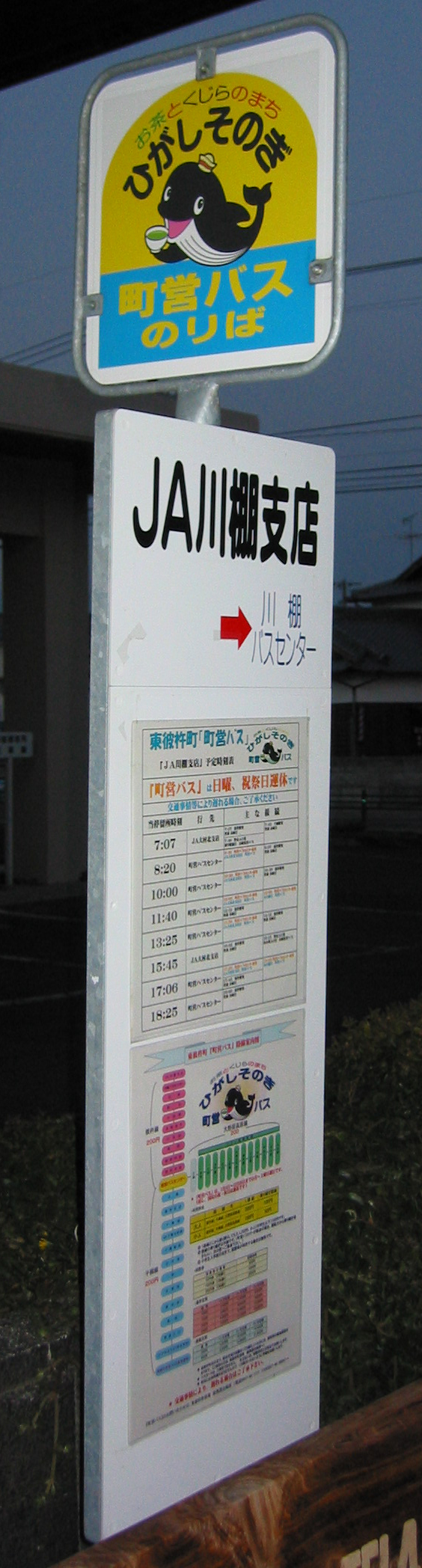
町営バスのバス停

- 国道34号を走り、中心部の東彼杵町役場周辺と南部の千綿地区、大村市北部を結ぶ便。
  - 南部の始点・終点は「松原小学校入口」（大村市）となっている。太字は東彼杵町内。
  - 「野岳入口」で長崎県営バスと接続している。
    - 町営バスセンター　（起点・終点）
    - 江頭 - 東そのぎIC出入口近く。
    - 彼杵名切- 医療法人さざなみ鈴木病院（北緯33度1分47.7秒 東経129度55分39.3秒 / 北緯33.029917度 東経129.927583度）そば。
    - 千綿宿
    - 瀬戸（旧JA千綿支店（北緯33度1分10.9秒 東経129度56分27.8秒 / 北緯33.019694度 東経129.941056度）前[5]）
    - 千綿駅前
    - 江の串
    - 里
    - 才貫田
    - 餅の浜
    - 松原 - 松原駅に近い。
    - 野岳入口　- 長崎県営バスと接続。
    - 松原小学校入口 （終点・起点） - JAながさき県央大村北支店（北緯32度58分25.5秒 東経129度56分42.7秒 / 北緯32.973750度 東経129.945194度）そば。

2. 彼杵線
- 国道205号を走り、中心部の東彼杵町役場周辺と北部の彼杵地区、隣町の川棚町を結ぶ便。
  - 北部の始点・終点は「JA川棚支店」（川棚町）となっている。太字は東彼杵町内。
    - 「川棚バスセンター」で西肥バスと接続している。
    - 町営バスセンター （起点・終点）
    - 彼杵本町
    - 彼杵駅前
    - 彼杵中学校前（北緯33度2分31.2秒 東経129度54分39.1秒 / 北緯33.042000度 東経129.910861度）
    - 島田
    - 口木田
    - 音琴宮下
    - 小音琴
    - 数石
    - 百津
    - 川棚バスセンター - 川棚駅そば。西肥バスと接続。
    - JA川棚支店 （終点・起点）（北緯33度4分9.5秒 東経129度51分30.8秒 / 北緯33.069306度 東経129.858556度）

3. 大野原高原線 （東彼杵町内のみを走る）
- 東彼杵町内のみを走る。
  - この路線の大部分が彼杵川に沿って伸びる町道を走る。
  - 月～金曜日（祝祭日除く）の始発便（中尾発、大野原周辺地区集会所発）の2便のみが、町営バスセンターではなく、彼杵中学校が終点となる。

大野原高原線
- 町営バスセンター （起点・終点）
- 江頭
- 一本松
- 上杉
- 木戸蔵
- 谷口
- 二ノ瀬橋
- 大楠小学校下（北緯33度3分7.4秒 東経129度56分26.6秒 / 北緯33.052056度 東経129.940722度）
- 陰平橋
- 三ノ瀬
- 中尾
- 中山入口
- 太ノ原
- 太ノ浦
- 大野原周辺地区集会所（終点・起点）（北緯33度2分12.8秒 東経129度59分0.3秒 / 北緯33.036889度 東経129.983417度）

川内線
- 2011年（平成23年）4月より運行開始。
- 月～金曜（祝祭日除く）の始発便1便（中尾 発）のみ。
- 川内地区の児童・生徒が朝スクールバスとして利用できるように導入された。
  - 中尾
  - 陰平橋
  - 大楠小学校下
  - 川内（川内線）
  - 飯盛（川内線）
  - 二ノ瀬橋
  - 谷口
  - 木戸蔵
  - 上杉
  - 一本松
  - 江頭
  - 町営バスセンター
  - 彼杵本町
  - 彼杵中学校前 （終点）

4. 東部循環線　（東彼杵町内のみを走る）
- 東彼杵町内のみを走る。
  - 循環系統で、午前と午後とでは順路が異なる。

- 午前の便
  - 町営バスセンター（起点）
  - JA東そのぎ支店（北緯33度2分28.8秒 東経129度55分14.6秒 / 北緯33.041333度 東経129.920722度）
  - 江頭
  - （国道34号）
  - 彼杵名切
  - 千綿宿
  - （長崎県道190号千綿渓線・町道、千綿川沿い）
  - 中ノ坪
  - 昭和橋
  - 高峰
  - 片平
  - 薬師堂前
  - 丸尾
  - 春木
  - 鹿ノ丸
  - いこいの広場入口（第1折り返し地点）- （北緯33度1分17.9秒 東経129度59分12.8秒 / 北緯33.021639度 東経129.986889度）
  - 鹿ノ丸
  - 春木
  - 丸尾
  - 薬師堂前（第1折り返し終了）- （北緯33度0分43.4秒 東経129度57分34.6秒 / 北緯33.012056度 東経129.959611度）
  - 弘法大橋
  - 木場
  - 一ツ石（第2折り返し地点）
  - 木場
  - 弘法大橋
  - 薬師堂前（第2折り返し終了）
  - 平似田公民館前
  - 千綿中学校下
  - （国道34号）
  - 千綿駅前
  - 瀬戸
  - 千綿宿
  - 彼杵名切
  - 江頭
  - JA東そのぎ支店
  - 町営バスセンター （終点）

- 午後の便
  - 町営バスセンター（起点）
  - JA東そのぎ支店
  - 江頭
  - （国道34号）
  - 彼杵名切
  - 千綿宿
  - 瀬戸
  - 千綿駅前
  - （町道・長崎県道190号千綿渓線）
  - 千綿中学校下
  - 平似田公民館前
  - 薬師堂前
  - 弘法大橋
  - 木場
  - 一ツ石（第1折り返し地点）
  - 木場
  - 弘法大橋
  - 薬師堂前（第1折り返し終了）
  - 丸尾
  - 春木
  - 鹿ノ丸
  - いこいの広場入口（第2折り返し地点）
  - 鹿ノ丸
  - 春木
  - 丸尾
  - 薬師堂前（第2折り返し終了）
  - 片平
  - 高峰
  - 昭和橋
  - 中ノ坪
  - （国道34号）
  - 千綿宿
  - 彼杵名切
  - 江頭
  - JA東そのぎ支店
  - 町営バスセンター （終点）

## 乗降フリー区間
- 以下の区間では、原則自由に乗降することが可能である。
  - 大野原高原線
    - 一本松と大野原周辺地区集会所の間（ただし、川内地区（川内・飯盛）はバス停のみでの乗降）

  - 東部循環線
    - 中ノ坪と高峰の間
    - 薬師堂といこいの広場入口の間
    - 薬師堂と千綿中学校下の間

## 運賃の支払い

### 支払い方法
- 以下の3つの方法がある。
  - 現金 - バス内には両替機は備わっていない。
  - 回数券
  - 定期券
- なお、バスカード（長崎スマートカードの様なICカード）は使用できない。

### 運賃
- 一路線内であれば、一回につき、どこまで乗っても同じ運賃（均一料金）となる。
- ただし、町営バスのエリア内で別路線に乗り継ぐ場合[6]は、追加の運賃が必要となる。乗り継ぐ場合、終点となる町営バスセンターで下車の際、運転手に申し出て、乗り継ぎ券を受け取る必要がある。
- 減免対象者[3]は東彼杵町役場で手続きを行えば、料金の減免を受けることができる。

| 対象者                   | 一路線、1回分の運賃 | 乗り継ぎ1回分の追加運賃 |
| ------------------------ | ------------------- | ----------------------- |
| 大人                     | 200円               | 100円                   |
| 子供（中学生以下）       | 100円               | 50円                    |
| 保護者同伴の就学前の幼児 | 無料                | 無料                    |

### 回数券
- 販売場所 - 東彼杵町役場
- 内容
  - 50円12枚つづり（500円）- 100円分が得になる。
  - 100円12枚つづり（1000円）- 200円分が得になる。
  - 200円の12枚つづり（2000円）- 400円分が得になる。

### 定期券
- 販売場所 - 東彼杵町役場
  - 通学定期 - それぞれ1か月定期・2か月定期・3か月定期がある。料金は#外部リンクの東彼杵町営バスウェブサイトを参考。
    - 100円
    - 150円
    - 200円
    - 300円

  - 通勤定期 - それぞれ1か月定期・2か月定期・3か月定期がある。料金は#外部リンクの東彼杵町営バスウェブサイトを参考。
    - 200円
    - 300円